# جوناثان يونغ (ضابط)
جوناثان يونغ (بالإنجليزية: Jonathan Young)‏ هو ضابط أمريكي، ولد في 27 نوفمبر 1826 في أوهايو في الولايات المتحدة، وتوفي في 17 مايو 1885 في نيو لندن في الولايات المتحدة.